# Едвін Джасі
Едвін Джасі (англ. Edwin Gyasi, нар. 1 липня 1991, Амстердам) — ганський та нідерландський футболіст, нападник клубу «Олесунн».
Виступав, зокрема, за «Твенте» та «Роду», а також національну збірну Гани.

## Клубна кар'єра
Народився 1 липня 1991 року в місті Амстердам. Вихованець футбольної школи клубу АЗ. 2010 року був відданий в оренду в клуб другого дивізіону «Телстар». 13 серпня 2010 року, в домашньому матчі з «Вендамом» (1:1) дебютував на дорослому рівні в матчі Еерстедивізі. Протягом сезону він провів 31 матчі і забив 3 голи, перш ніж повернутися до АЗ. Згодом він розірвав контракт з клубом, так і не зігравши за нього жодного матчу.
В січні 2012 року Джасі на правах вільного агента перейшов у «Де Графсхап». 4 березня зіграв свій дебютний матч у Ередивізі проти «Вітесса» (0:2), який так і залишився єдиним для гравця за цей клуб. 5 квітня 2012 року «Твенте» оголосив про те, що він підписав з Джасі дворічний контракт з можливістю продовження на третій рік. Перехід відбувся влітку, після відкриття трансферного ринку. Він дебютував у своїй команді 19 липня у матчі другого раунду кваліфікації Ліги Європи 2012/13 проти «Інтера» (Турку) (1:1). 2 вересня він зіграв перший матч в Ередивізі за «Твенте», коли замінив Дмитра Буликіна в матчі з «ВВВ-Венло» (1:0). 14 грудня 2012 року він зробив перший гол у верхньому дивізіонів матчі проти «Гераклеса» (3:2). Джасі залишився в команді на сезон, зігравши лише 16 матчів і забив один гол.
7 серпня 2013 року Джасі підписав контракт на два роки з «Гераклесом» (Алмело). Він дебютував свою нову команду 18 серпня в матчі з «Геренвеном» (4:2). Проте незабаром, 27 листопада, Джасі переніс травму ключиці, через що залишився поза футболом на тривалий час. Загалом Едвін залишався в команді до січня 2015 року, але повернутись до основного складу не зумів, зігравши загалом лише 5 виступів за клуб.
У січні 2015 року він підписав контракт на 2,5 сезони з «Родою». За підсумками першого сезону Рода закінчила сезон Еерстедивізі на 3-му місці, здоюувши просування в Ередивізі через систему плей-оф. Джасі залишився в команді і на наступний рік, аж до березня 2016 року. Він залишив «Роду» з 38 матчами та 4 голами на всіх змаганнях.
У березні 2016 року він перейшов до норвезького «Олесунна». Він дебютував у норвезькій Суперлізі 11 березня в матчі проти «Стабека» (1:0). 29 травня він забив перші голи у верхньому місцевому дивізіоні проти «Волеренги» (2:2). Він закінчив перший сезон у команді з 28 матчами та 6 голами у всіх турнірах. У наступному сезоні 2017 року Джасі зіграв на один матч більше, проте «Олесунн» зайняв передостаннє 15 місце та вилетів з вищого дивізіону,  після чого Едвін виявив бажання покинути норвезький клуб. Всього за два сезони Джасі відіграв за команду з Олесунна 53 матчі в національному чемпіонаті.

## Виступи за збірну
Джасі народився в Нідерландах у родині вихідців з Гани, що дозволило гравцю 2017 року отримати виклик до національної збірної Гани. 5 вересня 2017 року він дебютував в національній команді Гани у відбірковому матчі до чемпіонату світу 2018 року проти Конго (5:1), замінивши на 77-й хвилині Томаса Партея. У наступному матчі 12 листопада він забив перший гол за збірну у грі проти Єгипту (1:1), але цей матч був останнім у відбірковій групі і вже не міг змінити результати відбору, за результатами якого єгиптяни поїхали на «мундіаль», а Гана залишилась поза межами турніру.
| Дата       | Місто      | Господарі        | Результат | Гості  | Турнір            | Голи | Примітки |
| ---------- | ---------- | ---------------- | --------- | ------ | ----------------- | ---- | -------- |
| 5-9-2017   | Браззавіль | Республіка Конго | 1 – 5     | Гана   | Відбір до ЧС 2018 | -    | 77'      |
| 12-11-2017 | Кумасі     | Гана             | 1 – 1     | Єгипет | Відбір до ЧС 2018 | 1    |          |
| Усього     |            | Матчів           | 2         |        | Голів             | 1    |          |

## Особисте життя
Молодший брат Раймонд Джасі також є професійним футболістом.